# Conchocarpus acuminatus
Conchocarpus acuminatus là một loài thực vật có hoa trong họ Cửu lý hương. Loài này được (Pilg.) Kallunki & Pirani mô tả khoa học đầu tiên năm 1998.